# Athetis radama
Athetis radama là một loài bướm đêm trong họ Noctuidae.